# برادی‌کاردی
کمتر بودن تعداد ضربان قلب از حد بهنجار، با کم شدن تعداد نبض به کمتر از ۶۰ ضربه در دقیقه را کُندتَپشی یا برادی‌کاردی (به انگلیسی: Bradycardia) گویند که در اغلب مواقع بر اثر افزایش پتاسیم خون رخ می‌دهد.

## نشانه‌ها
افرادی که دارای برادی کاردی خفیف هستند معمولاً بدون علامت هستند به ویژه وقتی ضربان قلب آن‌ها بین ۵۰ تا ۶۰ عدد باشد اما وقتی ضربان کمتر شود نشانه‌ها می‌تواند ایجاد شود که عبارتند از:
- سنکوپ (syncope)
- سرگیجه (Dizziness)
- ضعف (Weakness)
- خستگی (Fatigue)
- نفس‌های کوتاه (Shortness of breath)
- درد قفسه سینه (Chest pains)
- اختلال خواب (Disturbed sleep)
- گیجی (Confusion)
- تپش قلب

## علت برادی کاردی
برادی کاردی معمولاً خود یک علامت یا عوارض ناشی از یک بیماری است. عوامل بسیاری از عوامل هورمونی گرفته تا ژنتیک و مصرف برخی داروها می‌توانند موجب ایجاد برادی کاردی شوند. اما به طور کلی کم کاری تیروئید، سکته قلبی و نارسایی های قلبی و مصرف برخی داروها مانند پروپرانول، مورفین و... می‌تواند موجب ایجاد برادی کاردی های خفیف تا شدید شوند. در افراد ورزش کار و در زمان خواب برادی کاردی های خفیف می‌تواند طبیعی باشد. همچنین برخی از افراد به طور ژنتیکی و خانوادگی، اندکی ضربان قلب پایین تری نسبت به سایر افراد جامعه داشته باشد و این موضوع تا زمانی که موجب اختلال در گردش خون و تامین نیازهای بدن نشود طبیعی در نظر گرفته می‌شود.